# Kraftfahrrecht
Unter Kraftfahrrecht versteht man im österreichischen Recht die Rechtsnormen über den Betrieb von Kraftfahrzeugen.

## Rechtsmaterie
Das Kraftfahrrecht umfasst, soweit es Kraftfahrzeuge – in Abgrenzung zu sonstigen Verkehrsteilnehmern – betrifft:
- das Straßenverkehrszulassungsrecht (technische Anforderungen an Kraftfahrzeuge aller Art und ihren Betrieb)
- das Straßenverkehrsrecht (Anforderungen zur Verwendung von Kraftfahrzeugen), einschließlich Fahrerlaubnisrecht (Anforderungen an den Fahrzeugführer)

Wegen dieser Zweigliederung spricht man auch von Straßenverkehrsrecht und Kraftfahrrecht als Rechtsmaterie.
Die zentralen Rechtsvorschriften sind:
- das Kraftfahrgesetz (KFG 1967) mit Kraftfahrzeuggesetz-Durchführungsverordnung (KDV)
- die Prüf- und Begutachtungsstellenverordnung (PBStV)
- die Straßenverkehrsordnung (StVO 1960)
- das Führerscheingesetz (FSG)